# La stangata - Chi la fa l'aspetti
La stangata - Chi la fa l'aspetti, conosciuto anche più semplicemente come La stangata, è stato un programma televisivo italiano di intrattenimento andato in onda su Canale 5 per 13 puntate nella primavera del 1995, dal 2 marzo al 1º giugno 1995, nella prima serata del venerdì. Il programma è stato replicato più volte su Happy Channel.

## Il programma
Condotto da Lorella Cuccarini, coadiuvata da Enzo Iacchetti, era composto da alcune candid camera organizzate dalla produzione sotto consiglio di parenti, colleghi o vicini delle vittime. Attraverso questo programma tutti si possono vendicare con i propri cari o colleghi attraverso degli scherzi che li colpiscono proprio nel loro punto debole, le manie.
La vittima viene presentata prima della messa in onda della candid camera da una scheda che ne rende noto il nome, l'età, luogo di residenza, una brevissima descrizione e ovviamente la mania che ha portato all'esasperazione coloro che hanno richiesto lo scherzo, che viene subito mandato in onda seguito da un'intervista al protagonista che nello studio verrà svergognato per il suo difetto e spesso sarà costretto a promettere di essere meno noioso.
Le sigle di testa e di coda, "Voglia di fare" e "Parola a chi", erano entrambe cantate dalla Cuccarini, la quale eseguiva all'interno del programma un balletto ispirato al mondo del cinema e della musica, mentre i curatori dei servizi esterni furono Alessandro Ippolito, Paolo Lizza, Christophe Sanchez e Andrea Marchi, già nel cast delle prime edizioni di Scherzi a parte.
Il programma ha inoltre vinto un Telegatto nel 1995 come Trasmissione rivelazione dell'anno. Gli ascolti del programma sono stati molto buoni: dopo l'esordio di oltre 8 milioni di telespettatori e del 30% di share, "La stangata" ha conseguito una media di quasi sette milioni di ascoltatori, per uno share di oltre 26 punti percentuali.

## Ascolti TV
| Puntata        | Telespettatori | Share  |
| -------------- | -------------- | ------ |
| 2 marzo 1995   | 7.762.000      | 28,95% |
| 30 marzo 1995  | 7.352.000      | 28,66% |
| 6 aprile 1995  | 5.609.000      | 22,16% |
| 20 aprile 1995 | 5.502.000      | 21,59% |
| 18 maggio 1995 | 5.560.000      | 23,06% |
| 25 maggio 1995 | 5.625.000      | 23,51% |
| 1º giugno 1995 | 4.515.000      | 17,46% |